# Elecciones regionales de Francia de 2015

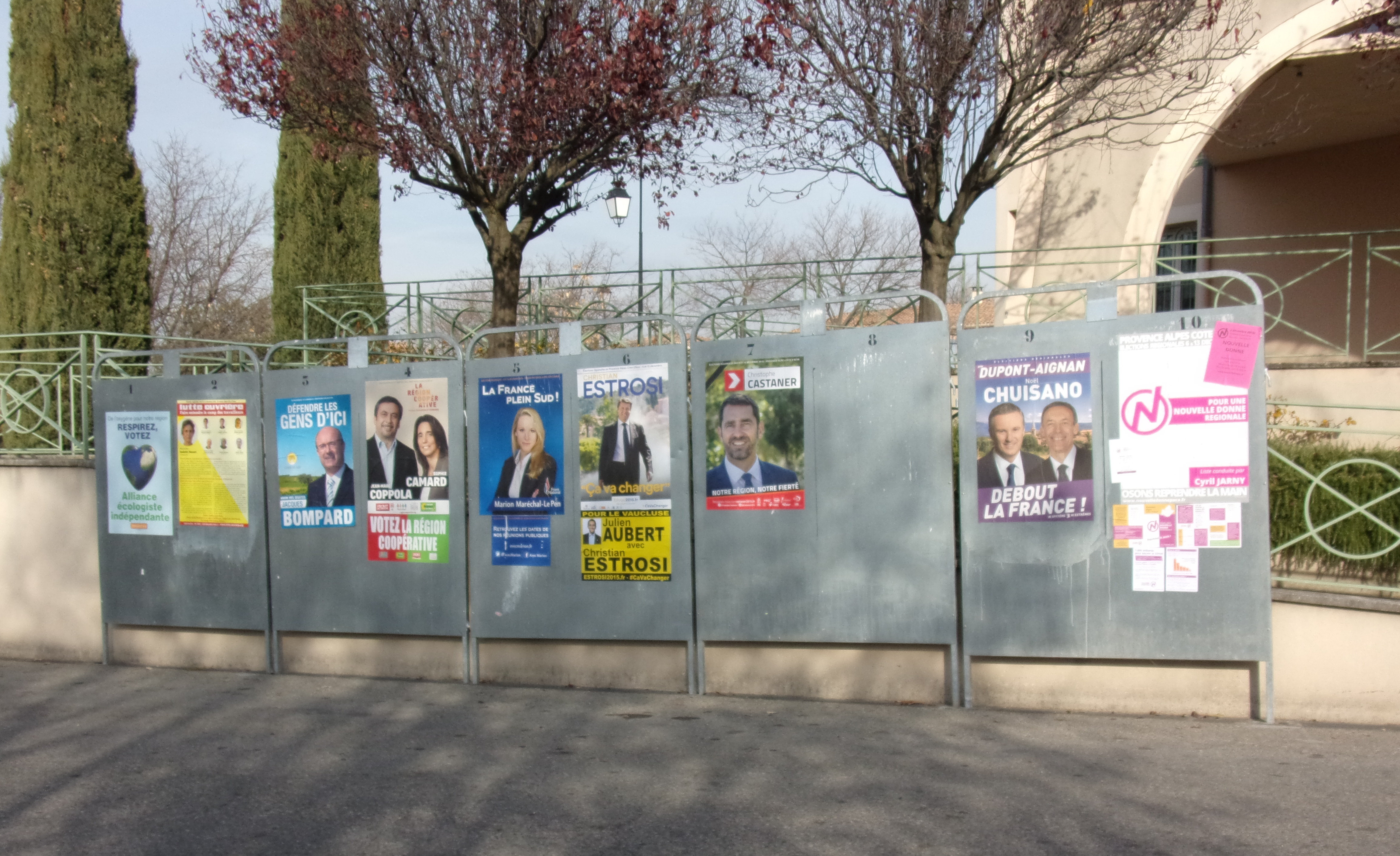
Afiches de campaña en la región de Provenza-Alpes-Costa Azul.

Las elecciones regionales de Francia de 2015 se llevaron a cabo el 6  de diciembre de 2015 (primera vuelta) y el 13 de diciembre (segunda vuelta). En los comicios se eligieron los consejos regionales metropolitanos y ultramares de Francia, así como las Asambleas de Córcega, Guyana Francesa y Martinica y 157 consejeros territoriales, todo para un plazo de seis años. Mayotte fue la única región que no participó de esta elección, ya habiendo renovado su Consejo el 2 de abril de 2015. Tampoco eligió su Presidente Regional. Se eligieron en consecuencia 17 Presidencias Regionales: 12 en la Francia continental y Córcega, y 5 en ultramar.
Los comicios se celebraron poco después de los atentados de París de noviembre de 2015 y fueron los primeros en donde se eligieron los consejos de 17 regiones (incluyendo las regiones nuevas que entrarán en vigor el 1 de enero de 2016), ya que antes estas eran 26, sin contar a Mayotte que contaba con un estatus especial. Por otra parte, estas fueron las últimas elecciones nacionales de Francia antes de las elecciones presidenciales de 2017.
Los primeros comicios significaron una victoria para el partido de extrema derecha Frente Nacional liderado por Marine Le Pen, que individualmente fue la primera fuerza política con el 27.7 % de los votos (su mejor resultado histórico), logrando la primera mayoría en seis regiones. Sin embargo, a pesar de aumentar su votación, el FN fracasó en segunda vuelta sin ganar en ninguna región. De las 12 regiones de la Francia metropolitana, 7 fueron ganadas por la derecha y 5 por la izquierda.

## Sistema electoral
Los comicios regionales se llevan a cabo mediante sufragio directo y universal. Si en la primera vuelta ninguno de los partidos políticos alcanza la mayoría absoluta de votos, una segunda vuelta se debe llevar a cabo. Pasan a segunda vuelta los partidos que en primera vuelta hayan obtenido al menos el 10% de los votos. Para la segunda vuelta, los partidos pueden combinar sus listas, siempre y cuando cada una de estas listas haya obtenido al menos un 5% de los votos en primera vuelta y al menos uno de los partidos interesados en formar la lista unificada haya recibido al menos el 10%, ya que de lo contrario la lista no podrá participar en segunda vuelta. La lista unificada incluirá candidatos de cada lista fusionada y apoyará al candidato del partido mayoritario dentro de la alianza. El candidato del partido que obtenga la primera mayoría en segunda vuelta se convertirá en Presidente Regional.

### Elección de los Consejos
El 75% de los escaños se distribuyen mediante representación proporcional entre todas las formaciones políticas que hayan obtenido al menos un 5% de los votos. El restante 25% de los escaños es adjudicado como bonificación a la primera fuerza política.

## Consejos a elegir
Todos  los Consejos Regionales suman un total de 1757 escaños. Por otra parte, se eligieron 157 consejeros territoriales, por lo que en los comicios se eligió un total de 1914 escaños.
| Región                               | Miembros del Consejo |
| ------------------------------------ | -------------------- |
| Isla de Francia                      | 209                  |
| Auvernia-Ródano-Alpes                | 204                  |
| Aquitania-Lemosín-Poitou-Charentes   | 183                  |
| Norte-Paso de Calais-Picardía        | 170                  |
| Alsacia-Lorena-Champaña-Ardenas      | 169                  |
| Languedoc-Rosellón-Mediodía-Pirineos | 158                  |
| Provenza-Alpes-Costa Azul            | 123                  |
| Normandía                            | 102                  |
| Borgoña-Franco Condado               | 100                  |
| País del Loira                       | 93                   |
| Bretaña                              | 83                   |
| Centro                               | 77                   |
| Córcega                              | Asamblea             |
| Reunión                              | 45                   |
| Guadalupe                            | 41                   |
| Martinica                            | Asamblea             |
| Guyana Francesa                      | Asamblea             |
| Total                                | 1757                 |

## Encuestas
|                                                                               |                   |      |       |     |       |       |        |     |       |     |       |      |      |     |      |
| Harris Interactive Archivado el 17 de abril de 2015 en Wayback Machine. (PDF) | 29.03.2015        | 4286 | 1 %   | 7 % | –     | 7 %   | 20 %   | –   | –     | –   | 5 %   | 7 %  | 25 % | 2 % | 22 % |
| Odoxa (PDF)                                                                   | 24./25.09.2015    | 929  | 2 %   | 7 % | –     | 3 %   | 23 %   | –   | –     | –   | 35 %  | 35 % | 35 % | 3 % | 26 % |
| Elabe                                                                         | 22./23.09.2015    | 986  | 1,5 % | 6 % | –     | 8,5 % | 22,5 % | –   | 1,5 % | –   | 1,5 % | 27 % | 27 % | 3 % | 26 % |
| OpinionWay (PDF)                                                              | 07.–08.10.2015    | 993  | 2 %   | 5 % | 3 %   | 3 %   | 23 %   | –   | –     | –   | 31 %  | 31 % | 31 % | 2 % | 28 % |
| Elabe                                                                         | 13.–14.10.2015    | 972  | 0,5 % | 5 % | –     | 8,5 % | 23 %   | –   | 1,5 % | –   | 0,5 % | 30 % | 30 % | 3 % | 26 % |
| TNS Sofres Archivado el 21 de noviembre de 2015 en Wayback Machine. (PDF)     | 13.–23.10.2015    | 2200 | 1 %   | 6 % | 8 %   | 8 %   | 21 %   | 2 % | 1 %   | 2 % | 27 %  | 27 % | 27 % | 3 % | 28 % |
| Ipsos (PDF)                                                                   | 30.10.–02.11.2015 | 936  | 1,5 % | 5 % | 3,5 % | 3,5 % | 20 %   | –   | 1 %   | –   | 32 %  | 32 % | 32 % | 4 % | 26 % |
| Harris Interactive Archivado el 6 de marzo de 2016 en Wayback Machine. (PDF)  | 17.–19.11.2015    | 1011 | 2 %   | 5 % | 7 %   | 7 %   | 26 %   | –   | 1 %   | 1 % | 25 %  | 25 % | 25 % | 5 % | 27 % |
| OpinionWay                                                                    | 18.–19.11.2015    | 984  | 1 %   | 4 % | –     | 9 %   | 22 %   | –   | –     | –   | –     | 28 % | 28 % | 4 % | 30 % |
| TNS Sofres Archivado el 25 de noviembre de 2015 en Wayback Machine. (PDF)     | 20.–23.11.2015    | 1522 | 1,5 % | 4 % | 7 %   | 7 %   | 22 %   |     | 2 %   | 1 % | 27 %  | 27 % | 27 % | 4 % | 29 % |

## Resultados

### Primera vuelta

Listas más votadas en la primera vuelta:
Frente Nacional
Los Republicanos
Partido Socialista
Movimiento Demócrata
Regionalistas
Divers gauche
Divers droite

| Partido                  | Partido                                  | Votos      | Votos |
| Partido                  | Partido                                  | Número     | %     |
| ------------------------ | ---------------------------------------- | ---------- | ----- |
|                          | Unión de la Izquierda                    | 5 019 795  | 23,12 |
|                          | Europa Ecología Los Verdes               | 832 487    | 3,83  |
|                          | Europa Ecología Los Verdes e izquierda   | 607 758    | 2,80  |
|                          | Frente de Izquierda                      | 543 935    | 2,51  |
|                          | Divers gauche                            | 401 519    | 1,85  |
|                          | Partido Comunista Francés                | 337 410    | 1,55  |
|                          | Partido Socialista                       | 62 070     | 0,29  |
|                          | Partido Radical de Izquierda             | 4227       | 0,02  |
| Total izquierda política | Total izquierda política                 | 7 809 201  | 35,97 |
|                          |                                          |            |       |
|                          | Unión de la Derecha                      | 5 785 224  | 26,65 |
|                          | Francia Levántate                        | 827 211    | 3,81  |
|                          | Divers droite                            | 142 835    | 0,66  |
|                          | Movimiento Demócrata                     | 85 452     | 0,39  |
|                          | Los Republicanos                         | 42 340     | 0,20  |
|                          | Unión de los Demócratas e Independientes | 1818       | 0,01  |
| Total derecha política   | Total derecha política                   | 6 884 880  | 31,72 |
|                          |                                          |            |       |
|                          | Frente Nacional                          | 6 018 914  | 27,73 |
|                          | Otras listas de extrema derecha          | 34 061     | 0,16  |
| Total extrema derecha    | Total extrema derecha                    | 6 052 975  | 27,89 |
|                          |                                          |            |       |
|                          | Listas de extrema izquierda              | 334 116    | 1,54  |
|                          | Listas regionalistas                     | 273 391    | 1,26  |
|                          | Otras listas diversas                    | 226 264    | 1,04  |
|                          | Listas ecologistas                       | 127 453    | 0,59  |
|                          |                                          |            |       |
| Habitantes inscritos     | Habitantes inscritos                     | 45 299 289 | 100   |
| Abstención               | Abstención                               | 22 689 954 | 50,09 |
| Votantes                 | Votantes                                 | 22 609 335 | 49,91 |
| Blancos                  | Blancos                                  | 544 756    | 2,41  |
| Nulos                    | Nulos                                    | 356 299    | 1,58  |
| Válidos                  | Válidos                                  | 21 708 280 | 96,01 |

### Segunda vuelta
Luego de la primera vuelta, el Partido Socialista retiró sus listas en las regiones de Provenza-Alpes-Costa Azul y Norte-Paso de Calais-Picardía (ganadas por las candidatas del Frente Nacional Marion Maréchal-Le Pen y Marine Le Pen, respectivamente), donde terminaron en tercer lugar, en un intento de bloquear al Frente Nacional de ganar escaños en la segunda ronda debido a que la oposición concurriría dividida en bloques de centroizquierda y centroderecha. Sin embargo, los socialistas optaron por mantener su lista en la región de Alsacia-Lorena-Champaña-Ardenas, que de igual manera los tenía en tercera posición y al FN con una ventaja considerable después de la primera ronda.
La estrategia del Partido Socialista logró dar resultados, ya que el Frente Nacional fue derrotado en todas las regiones en donde concurría a la segunda vuelta.
| Partido                  | Partido                  | Votos      | Votos | Escaños | Escaños |
| Partido                  | Partido                  | Número     | %     | Número  | %       |
| ------------------------ | ------------------------ | ---------- | ----- | ------- | ------- |
|                          | Unión de la Derecha      | 10 127 619 | 40,24 | 818     | 42,83   |
| Total derecha política   | Total derecha política   | 10 127 619 | 40,24 | 818     | 42,83   |
|                          |                          |            |       |         |         |
|                          | Unión de la Izquierda    | 7 263 865  | 28,86 | 520     | 27,23   |
|                          | Divers gauche            | 746 492    | 2,97  | 144     | 7,54    |
|                          | Partido Socialista       | 72 811     | 0,29  | 13      | 0,68    |
| Total izquierda política | Total izquierda política | 8 083 168  | 32,12 | 677     | 35,45   |
|                          |                          |            |       |         |         |
|                          | Frente Nacional          | 6 820 477  | 27,10 | 358     | 18,74   |
| Total extrema derecha    | Total extrema derecha    | 6 820 477  | 27,10 | 358     | 18,74   |
|                          |                          |            |       |         |         |
|                          | Listas regionalistas     | 136 381    | 0,54  | 57      | 2,98    |
|                          |                          |            |       |         |         |
| Válidos                  | Válidos                  | 25 167 645 | 95,13 | 1914    | 100     |
| Blancos                  | Blancos                  | 740 446    | 2,80  |         |         |
| Nulos                    | Nulos                    | 547 198    | 2,07  |         |         |
| Votantes                 | Votantes                 | 26 455 289 | 58,41 |         |         |
| Abstención               | Abstención               | 18 838 599 | 41,59 |         |         |
| Habitantes inscritos     | Habitantes inscritos     | 45 293 888 | 100   |         |         |

## Presidentes por región
Los presidentes de las regiones fueron elegidos el 18 de diciembre de 2015 en las regiones que no fueron rediseñadas y el lunes 4 de enero de 2016 en las regiones rediseñadas.
| Región                                        | Región                                        | Presidente saliente     | Partido | Región                                                  | Región                                                  | Presidente electo   | Partido |
| --------------------------------------------- | --------------------------------------------- | ----------------------- | ------- | ------------------------------------------------------- | ------------------------------------------------------- | ------------------- | ------- |
| Consejo regional de Alsacia                   | Consejo regional de Alsacia                   | Philippe Richert        | LR      | Alsacia-Champagne-Ardenne-Lorena                        | Alsacia-Champagne-Ardenne-Lorena                        | Philippe Richert    | LR      |
| Consejo regional de Champagne-Ardenne         | Consejo regional de Champagne-Ardenne         | Jean-Paul Bachy         | DVG     | Alsacia-Champagne-Ardenne-Lorena                        | Alsacia-Champagne-Ardenne-Lorena                        | Philippe Richert    | LR      |
| Consejo regional de Lorena                    | Consejo regional de Lorena                    | Jean-Pierre Masseret    | PS      | Alsacia-Champagne-Ardenne-Lorena                        | Alsacia-Champagne-Ardenne-Lorena                        | Philippe Richert    | LR      |
| Consejo regional de Aquitania                 | Consejo regional de Aquitania                 | Alain Rousset           | PS      | Consejo regional de Aquitaine-Limousin-Poitou-Charentes | Consejo regional de Aquitaine-Limousin-Poitou-Charentes | Alain Rousset       | PS      |
| Consejo regional de Lemosín                   | Consejo regional de Lemosín                   | Gérard Vandenbroucke    | PS      | Consejo regional de Aquitaine-Limousin-Poitou-Charentes | Consejo regional de Aquitaine-Limousin-Poitou-Charentes | Alain Rousset       | PS      |
| Consejo regional de Poitou-Charentes          | Consejo regional de Poitou-Charentes          | Jean-François Macaire   | PS      | Consejo regional de Aquitaine-Limousin-Poitou-Charentes | Consejo regional de Aquitaine-Limousin-Poitou-Charentes | Alain Rousset       | PS      |
| Consejo regional de Auvernia                  | Consejo regional de Auvernia                  | René Souchon            | PS      | Consejo regional de Auvernia-Ródano-Alpes               | Consejo regional de Auvernia-Ródano-Alpes               | Laurent Wauquiez    | LR      |
| Consejo regional de Ródano-Alpes              | Consejo regional de Ródano-Alpes              | Jean-Jack Queyranne     | PS      | Consejo regional de Auvernia-Ródano-Alpes               | Consejo regional de Auvernia-Ródano-Alpes               | Laurent Wauquiez    | LR      |
| Consejo regional de Borgoña                   | Consejo regional de Borgoña                   | François Patriat        | PS      | Consejo regional de Borgoña-Franco Condado              | Consejo regional de Borgoña-Franco Condado              | Marie-Guite Dufay   | PS      |
| Consejo regional de Franco Condado            | Consejo regional de Franco Condado            | Marie-Guite Dufay       | PS      | Consejo regional de Borgoña-Franco Condado              | Consejo regional de Borgoña-Franco Condado              | Marie-Guite Dufay   | PS      |
| Consejo regional de Bretaña                   | Consejo regional de Bretaña                   | Pierrick Massiot        | PS      | Consejo regional de Bretaña                             | Consejo regional de Bretaña                             | Jean-Yves Le Drian  | PS      |
| Consejo regional de Centre-Val de Loire       | Consejo regional de Centre-Val de Loire       | François Bonneau        | PS      | Consejo regional de Centre-Val de Loire                 | Consejo regional de Centre-Val de Loire                 | François Bonneau    | PS      |
| Córcega                                       | Asamblea de Córcega                           | Dominique Bucchini      | PCF     | Córcega                                                 | Asamblea de Córcega                                     | Jean-Guy Talamoni   | CL      |
| Córcega                                       | Consejo ejecutivo de Córcega                  | Paul Giacobbi           | DVG     | Córcega                                                 | Consejo ejecutivo de Córcega                            | Gilles Simeoni      | FC      |
| Consejo regional de Guadalupe                 | Consejo regional de Guadalupe                 | Victorin Lurel          | PS      | Consejo regional de Guadalupe                           | Consejo regional de Guadalupe                           | Ary Chalus          | DVG     |
| Guyane                                        | Consejo regional de Guyane                    | Rodolphe Alexandre      | DVG     | Guyane                                                  | Asamblea de Guyane                                      | Rodolphe Alexandre  | DVG     |
| Guyane                                        | Consejo regional de Guyane                    | Alain Tien-Liong        | MDES    | Guyane                                                  | Asamblea de Guyane                                      | Rodolphe Alexandre  | DVG     |
| Consejo regional de Isla de Francia           | Consejo regional de Isla de Francia           | Jean-Paul Huchon        | PS      | Consejo regional de Isla de Francia                     | Consejo regional de Isla de Francia                     | Valérie Pécresse    | LR      |
| Consejo regional de Languedoc-Roussillon      | Consejo regional de Languedoc-Roussillon      | Damien Alary            | PS      | Consejo regional de Languedoc-Roussillon-Midi-Pyrénées  | Consejo regional de Languedoc-Roussillon-Midi-Pyrénées  | Carole Delga        | PS      |
| Consejo regional de Midi-Pyrénées             | Consejo regional de Midi-Pyrénées             | Martin Malvy            | PS      | Consejo regional de Languedoc-Roussillon-Midi-Pyrénées  | Consejo regional de Languedoc-Roussillon-Midi-Pyrénées  | Carole Delga        | PS      |
| Consejo regional de La Réunion                | Consejo regional de La Réunion                | Didier Robert           | LR      | Consejo regional de La Réunion                          | Consejo regional de La Réunion                          | Didier Robert       | LR      |
| Martinica                                     | Consejo regional de Martinica                 | Serge Letchimy          | PPM     | Martinica                                               | Asamblea de Martinica                                   | Claude Lise         | RDM     |
| Martinica                                     | Consejo regional de Martinica                 | Josette Manin           | BPM     | Martinica                                               | Consejo ejecutivo de Martinica                          | Alfred Marie-Jeanne | MIM     |
| Consejo regional de Nord-Pas-de-Calais        | Consejo regional de Nord-Pas-de-Calais        | Daniel Percheron        | PS      | Consejo regional de Norte-Paso de Calais-Picardía       | Consejo regional de Norte-Paso de Calais-Picardía       | Xavier Bertrand     | LR      |
| Consejo regional de Picardía                  | Consejo regional de Picardía                  | Claude Gewerc           | PS      | Consejo regional de Norte-Paso de Calais-Picardía       | Consejo regional de Norte-Paso de Calais-Picardía       | Xavier Bertrand     | LR      |
| Consejo regional de Baja Normandía            | Consejo regional de Baja Normandía            | Laurent Beauvais        | PS      | Consejo regional de Normandía                           | Consejo regional de Normandía                           | Hervé Morin         | UDI     |
| Consejo regional de Alta Normandía            | Consejo regional de Alta Normandía            | Nicolas Mayer-Rossignol | PS      | Consejo regional de Normandía                           | Consejo regional de Normandía                           | Hervé Morin         | UDI     |
| Consejo regional de País del Loira            | Consejo regional de País del Loira            | Jacques Auxiette        | PS      | Consejo regional de País del Loira                      | Consejo regional de País del Loira                      | Bruno Retailleau    | LR      |
| Consejo regional de Provenza-Alpes-Costa Azul | Consejo regional de Provenza-Alpes-Costa Azul | Michel Vauzelle         | PS      | Consejo regional de Provenza-Alpes-Costa Azul           | Consejo regional de Provenza-Alpes-Costa Azul           | Christian Estrosi   | LR      |